# Иеремия Валах
Иеремия Валах (рум. Ieremia Valahu, O.F.MCap, в миру — Ион, 29 мая 1556, Молдавское княжество — 5 марта 1625, монастырь св. Ефрема Нового, Неаполь, Италия) — блаженный Римско-Католической Церкви, монах из монашеского ордена капуцинов. Беатифицирован 30 октября 1983 год. Первый блаженный Католической церкви в Румынии и в Молдавии.
День памяти — 8 мая.

## Биография
В 1574 покинул родное село Тзадзо и отправился в Италию, в 1576 прибыл в Бари, в 1578 перебрался в Неаполь, где познакомившись с местными капуцинами, вступил в их монастырь, в 1579 принес монашеские обеты, состоял в нескольких капуцинских общинах, последним из них стал монастырь-лечебницы св. Ефрема, Иеремия в течение сорока лет служил бедным, ухаживал за тяжело больными и умирающими, ночи проводил в молитве в больничной часовне.

## Прославление
20 сентября 1625 года по инициативе архиепископа Неаполя кардинала Decio Carafa начат процесс по сбору информации для беатификации, процесс официально инициировал Папа Урбан VIII в 1627 году, в 1687 году Иннокентий IX героические добродетели брата Иеремии.
Первая биография блаженного опубликована в 1670 по-итальянски, в 1944 новая книга, посвященная Иеремии была издана на румынском языке, её автор министр пропаганды Григоре Манойлеску, он же в 1947 обнаружил забытое место захоронения блаженного в Неаполе, что послужило возобновлению процесса беатификации.
В послевоенные годы, проживавшая в Риме адвокат из Бухареста Феличия Параскивеску создала «Всемирное общество Иеремии Валаха Паломников Христианского Единства» с целью активизации идей экуменизма. Она руководила движением до своей смерти в 1982. Отделения Общества действовали в Риме, Париже и Лилле. Движение поддерживал Апостольский нунций во Франции мосиньер Ронкалли, с ним сотрудничала основатель и директор «Жизни с Богом» Ирина Поснова.